# Castor (ruisseau)
Pour les articles homonymes, voir Castor.
Le Castor (Castor Creek en anglais) est un ruisseau de l'État de Louisiane aux États-Unis, et un affluent de la rivière Dugdemona, donc un sous-affluent du Mississippi par les rivières rivière Little, Ouachita et la Rouge du Sud.

## Géographie
Son cours a une longueur de 105 km de long.
Le ruisseau Castor prend sa source dans la Paroisse de Jackson. Ensuite il s'écoule dans la Paroisse de Caldwell, puis traverse la Paroisse de La Salle et rejoint la rivière Dugdemona dans la Paroisse de Winn.

## Étymologie
D'après le Geographic Names Information System, le ruisseau Castor fut connu également sous d'autres dénominations parmi lesquelles : Bayou Castor, Castor Bayou, Castor Kreek et Castor Creek.